# 카우테스와 카우토파테스

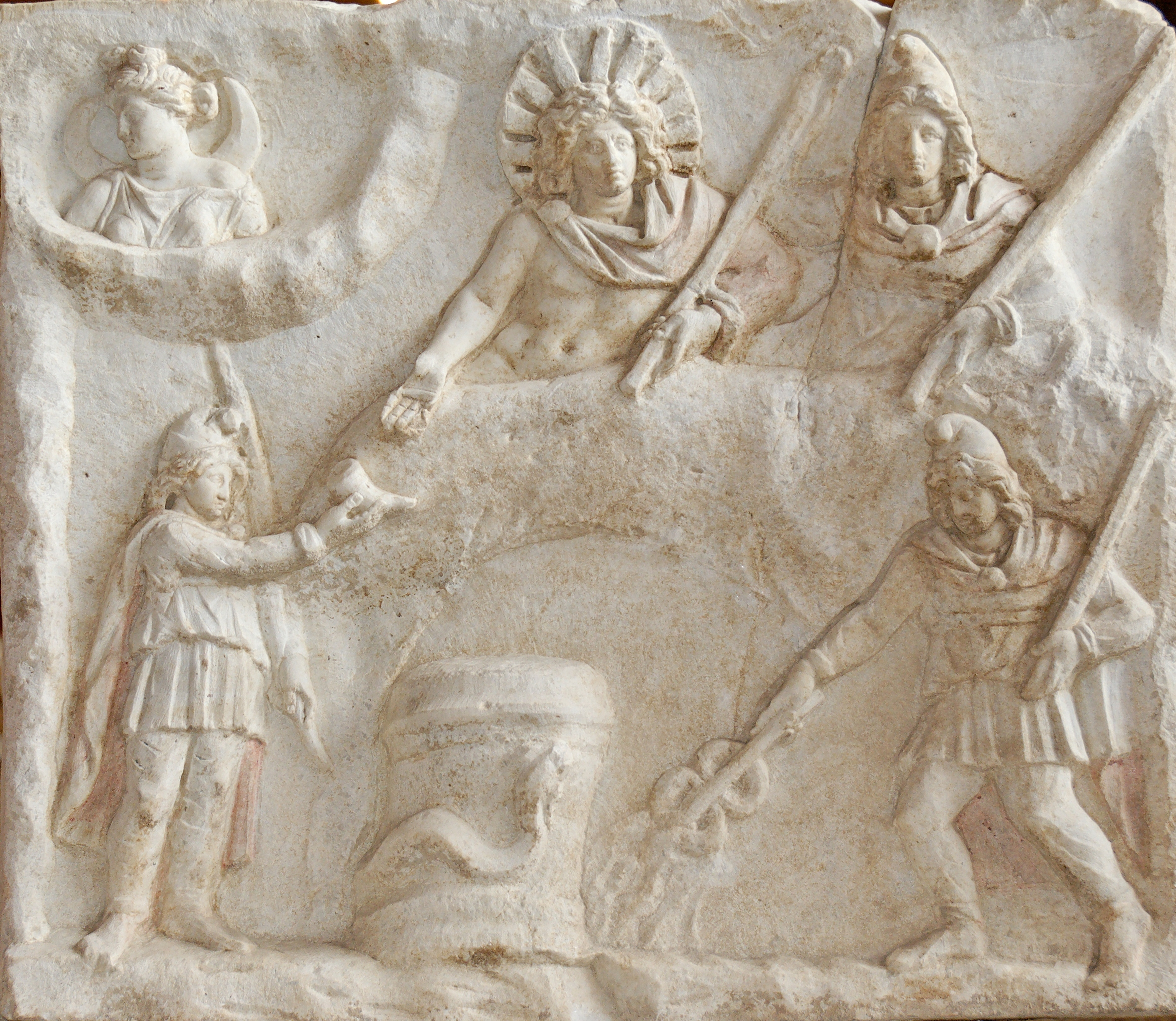
1926년에 이탈리아 피아노 로마노에서 발견된 기원후 2~3세기의 고대 로마의 양면 부조의 뒷면으로 만찬 장면이 부조되어 있다. 부조의 오른쪽(즉, 부조의 가운데에 있는 죽은 황소의 왼쪽)에는 카우테스가 왼손에 횃불을 위로 향해 들고 있고 오른손에 카듀셔스를 잡고 제단의 아래 부분을 향해 내뻗고 있다. 부조의 왼쪽에는 카우토파테스가 왼손에 횃불을 아래로 향해 들고 있고 오른손으로 뿔잔(리톤)을 솔에게 바치고 있다. 한편, 이 양면 부조의 앞면에는 토럭터니가 부조되어 있다. 루브르 박물관에 소장

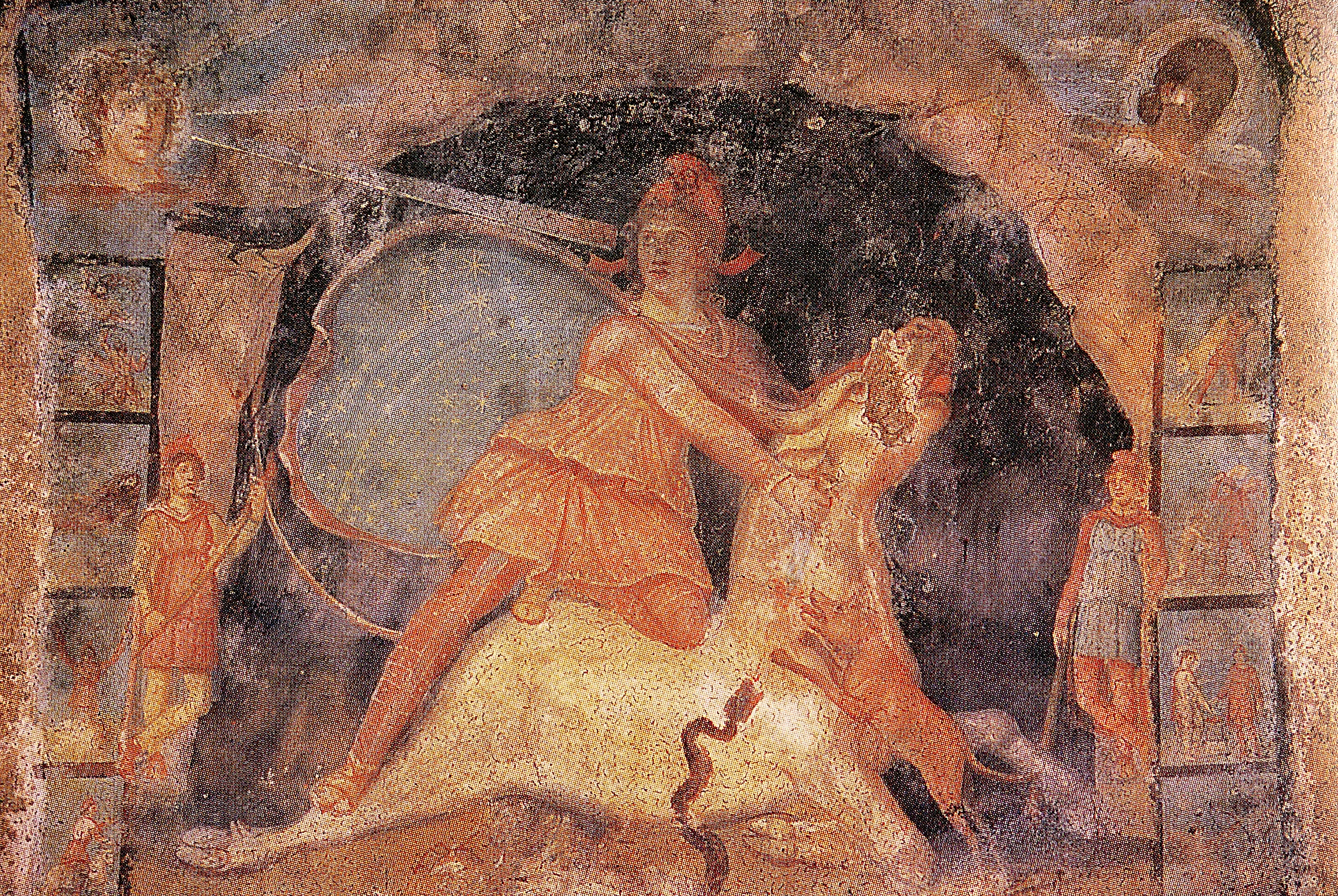
미트라와 황소: 이탈리아의 마리노에 있는 기원후 3세기의 벽화. 미트라가 황소를 죽이는 장면인 토럭터니가 묘사되어 있다. 카우테스가 미트라의 오른쪽(그림의 왼쪽)에서 횃불을 위로 향해 들고 있고, 카우토파테스가 미트라의 왼쪽(그림의 오른쪽)에서 횃불을 아래로 향해 들고 있다.

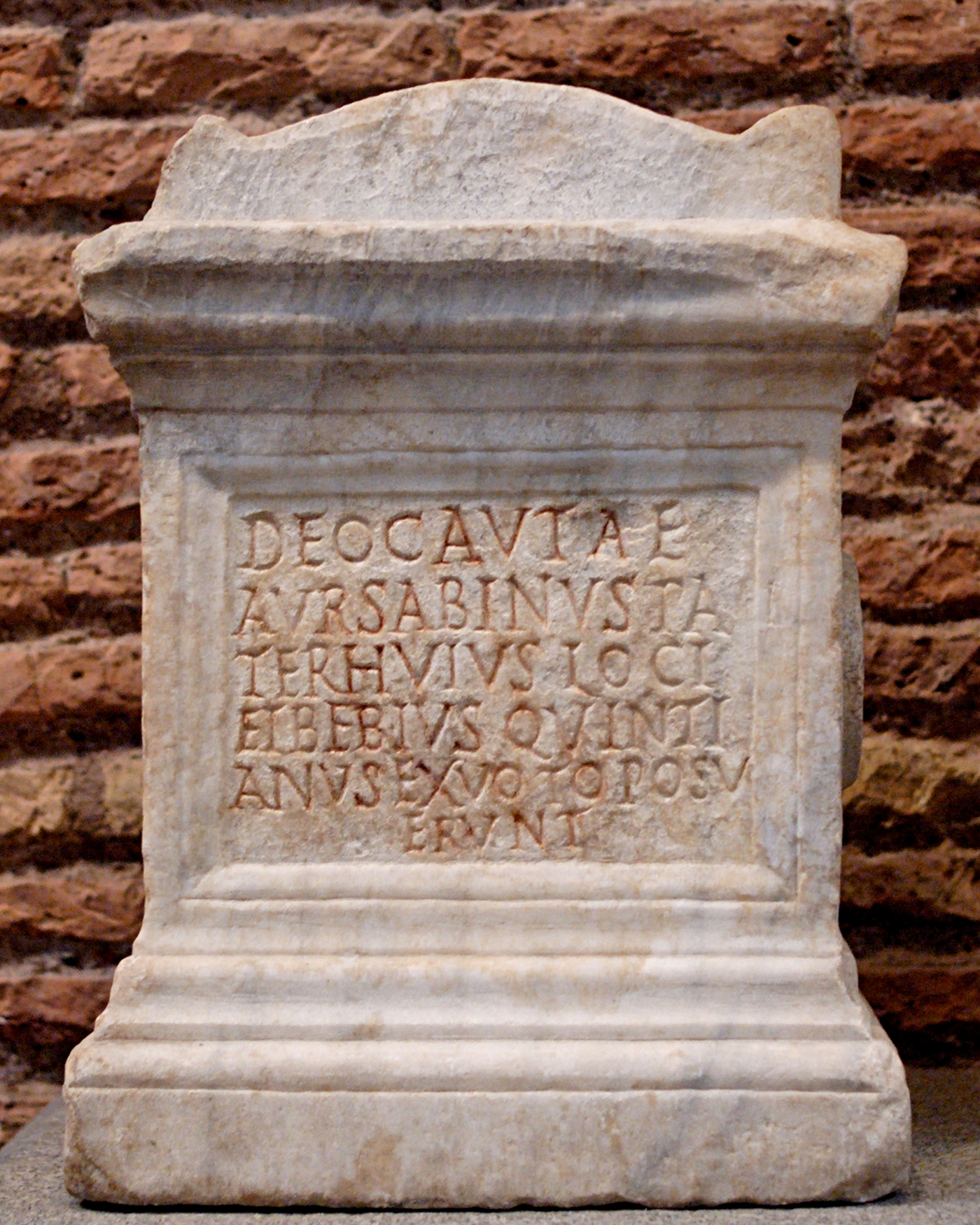
카우테스와 카우토파테스에게 봉헌된 제단

카우테스와 카우토파테스(Cautes and Cautopates)는 고대 로마의 컬트 종교인 미트라교의 아이콘들에서 미트라를 시봉하고 있는 것으로 묘사된 횃불을 든 두 사람 또는 존재를 가리킨다. 카우테스는 횃불을 위로 향해 들고 있으며 카우토파테스는 횃불을 아래로 향해 들고 있다.

## 해석
미트라교의 아이콘에서 미트라는 태양을 나타내거나 태양신 헬리오스나 솔 인빅투스(무적의 태양신)의 가까운 친구로 나타나 있으며, 이들과 만찬을 함께 하는 것으로 나온다. 따라서 미트라의 시봉자인 카우테스와 카우토파테스는 각각 일출과 일몰을 상징하거나 또는 춘분과 추분을 나타내는 것으로 흔히 해석되고 있다.

## 묘사
카우테스와 카우토파테스는 미트라의 중요성을 강조하기 위해 미트라보다는 작은 모습으로 묘사되어 있다. 그리고 미트라교의 기원이 동양, 즉 페르시아라는 것을 강조하기 위해 카우테스와 카우토파테스는 페르시아 양식의 의복을 입고 있는데 특히 프리기아 모자가 그러하다.
카우테스는 횃불을 위로 향해 들고 있으며 반면 카우테스는 횃불을 아래로 향해 들고 있다. 대체로 카우테스는 아이콘의 오른쪽(즉, 미트라의 왼쪽)에, 카우토파테스는 아이콘의 왼쪽(즉, 미트라의 오른쪽)에 있는 것으로 묘사되는데 항상 그런 것은 아니다.
횃불을 든 카우테스와 카우토파테스는 종종 빛을 상징하는 것으로 해석되는데 카우테스는 떠오르는 태양을 카우토파테스는 지는 태양을 나타내는 것으로 해석된다. 또한 카우토파테스는 죽음을, 카우테스는 새로운 삶 또는 생명을 상징하는 것일 수도 있다.
이러한 해석과는 달리, 데이빗 울란지(David Ulansey)는 카우테스와 카우토파테스에 대해 다음과 같은 취지로 해석하였다: "카우테스는 춘분을 카우토파테스는 추분을 나타낸다. 이 때문에 카우테스는 죽은 황소의 왼쪽에, 카우토파테스는 죽은 황소의 오른쪽에 있다. 이러한 점에서 볼 때, 카우테스와 카우토파테스는 황소자리 시대(Age of Taurus) 동안 두 분점(分點), 즉 춘분점과 추분점 사이에 보이는 천구의 적도와 별자리들을 통괄하여 나타내는 상징물로서의 인물 그룹이다."

## 같이 보기
- 미트라교
- 솔 (신화)
- 무적의 태양신
- 셀레네
- 루나